# Cratere Hercules

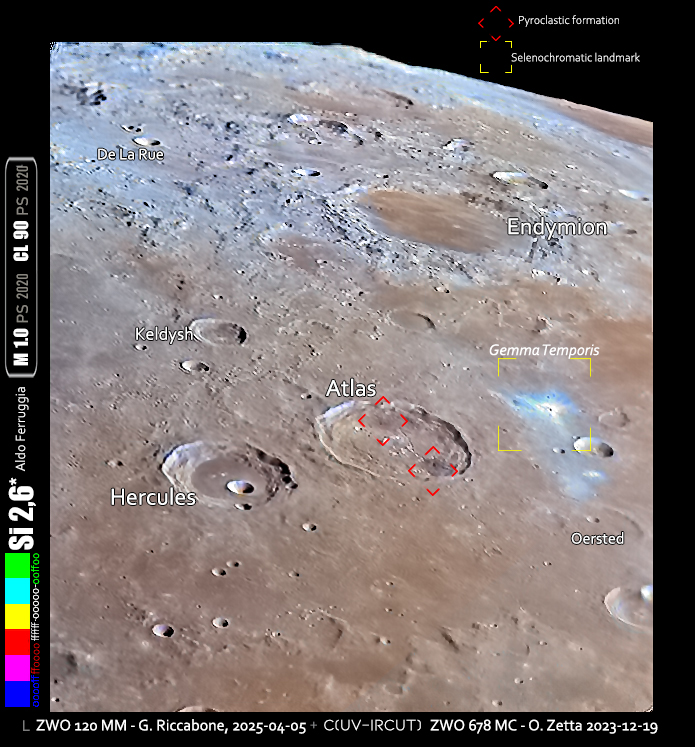
Immagine dell'area del cratere Hercules in formato Si

Hercules è un cratere lunare di 68,32 km situato nella parte nord-orientale della faccia visibile della Luna.
Il cratere è dedicato a Ercole, figura della mitologia romana.

## Crateri correlati
Alcuni crateri minori situati in prossimità di Hercules sono convenzionalmente identificati, sulle mappe lunari, attraverso una lettera associata al nome.
| Hercules | Coordinate            | Diametro (in km) |
| -------- | --------------------- | ---------------- |
| B        | 47°52′12″N 36°42′00″E | 7,38             |
| C        | 42°44′24″N 35°21′36″E | 8,79             |
| D        | 44°47′24″N 39°43′48″E | 7,96             |
| E        | 45°48′N 38°42′E       | 9,98             |
| F        | 50°18′36″N 41°45′00″E | 13,24            |
| G        | 46°27′36″N 39°16′48″E | 13,82            |
| H        | 51°19′48″N 41°02′24″E | 5,97             |
| J        | 44°07′12″N 36°26′24″E | 7,86             |
| K        | 44°15′36″N 36°57′36″E | 7,04             |